# Beaufai
Beaufai (bo.fɛⓘ) es una población y comuna francesa, situada en la región de Baja Normandía, departamento de Orne, en el distrito de Mortagne-au-Perche y cantón de L'Aigle-Ouest.

## Demografía
| 438 | 442 | 411 | 314 | 308 | 346 |
| Para los censos de 1962 a 1999 la población legal corresponde a la población sin duplicidades (Fuente: INSEE [Consultar]) |     |     |     |     |     |